# 인정사정 볼 것 없다
《인정사정 볼 것 없다》는 이명세 감독이 1999년에 만든 대한민국의 영화이다. 마약상(송영창)을 살해한 장성민(안성기)을 쫓는 형사들의 이야기를 우영구 형사(박중훈), 김동석 형사(장동건)를 중심으로 전개해 나간다.
이야기 구조는 단순하지만 다양한 촬영기법을 동원하여 역동적이고 현란한 영상을 만들었다. 특히 첫 도입부에서 각 형사들의 범인 체포를 묘사하는 액션이나, 장성민이 비오는 날 40계단에서 마약상에 대해 살인을 저지르는 장면, 폭우가 쏟아지는 탄광촌에서 장성민과 우형사가 벌이는 최후의 결투 장면 즉, 서로의 얼굴에 주먹을 맞추는 장면 등은 명장면으로 유명하다.

## 줄거리
영화의 배경은 대한민국 인천광역시이다. 살인 사건이 발생하고 경찰은 살인범을 찾는다.
흑백으로 시작하지만 가끔씩 색상이 번쩍이는 첫 번째 액션 장면은 혼란스러운 스트로브 같은 장면이다. 그 후 영화는 슬로우 모션, 점프 컷, 스텝 프린트 슬로우 모션, "점프 디졸브", 정지 화면, 이미지를 서로 겹치는 등 혁신적인 편집 기법을 사용하여 컬러로 진행된다.

## 등장 인물

### 주인공
- 박중훈 : 우영민(영구) 형사 역
- 안성기 : 장성민 역
- 최지우 : 김주연 역
- 장동건 : 김동석 형사 역

### 주변 인물
- 심철종 : 주 형사 역
- 이원종 : 박 형사 역
- 도용구 : 장 형사 역
- 박승호 : 이 형사 역
- 기주봉 : 강력반장 역

### 그 외 인물
- 권병길
- 김종구
- 함석훈
- 김현아
- 나갑성
- 허기호
- 길달호
- 장인한
- 진봉진
- 이정인
- 오상무
- 추봉
- 이해룡
- 최학락
- 정성갑
- 이백란
- 김경애
- 강희
- 허길자
- 김옥미
- 유진희
- 김성수
- 성준용
- 황의두
- 이지윤

### 우정출연
- 이혜은 : 우 형사 동생 역
- 송영창 : 마약상 역
- 이호성 : 엄현수 역

### 특별출연
- 고동업
- 권용운 : 가물치 역
- 박상면 : 짱구 역
- 안재모 : 영배 역

## 제작진
- 감독/각본 : 이명세
- 조감독 : 엄현수
- 연출부 : 김성중, 장철호, 박재수, 김영달
- 스크립터 : 양혜경
- 촬영부 : 김동천, 윤명식, 조동헌 선동현, 유성, 노미란, 조봉안
- 촬영 : 정광석, 송행기
- 조명 : 김일준
- 조명부 : 김경선, 김효중, 이동희, 김태준, 조원우, 윤정란
- 스틸 : 윤진호
- 기획 : 유정호
- 제작지휘 : 김준종
- 제작실장 : 조원장
- 제작부장 : 김송현, 박준석, 방민선
- 제작부 : 강태우, 박수연, 최진환, 김경민
- 제작 : 정태원
- 제작투자 : 양재혁, 박무승
- 음향 : 오원철, 최태영
- 동시녹음 : 유대현
- 음악 : 조성우, 김대홍
- 미술 : 오상만, 이대훈
- 특수분장 : 황현규
- 특수효과 : 김철석
- CG : 조성배
- 분장-헤어 : 황지현, 우석운
- 의상 : 이수정, 김향희
- 편집 : 고임표
- 네가편집 : 김세정
- 아비드편집 : 고정표
- 무술감독 : 전문식
- 스토리보드 : 신현숙, 최순호, 박동기, 정희정, 최현정
- 제2촬영기사 : 김윤수, 황서식
- 제2촬영부 : 지길웅, 나승용, 김기태, 이정인, 권미영
- 제2조명부 : 김성관, 이성재, 박인석, 김민수, 황숙희
- 미술팀 : 김보관, 윤일랑
- 소품팀 : 권진모, 전미
- 아트팀 : 노미혜, 여현정
- 분장팀 : 김정자, 황수정
- 의상팀 : 김수경
- 특수효과팀 : 윤여진, 경규하, 송신성
- C.G 2D 디자이너 : 공기정
- C.G 3D 디자이너 : 김병수, 김도형
- 테크니컬 감독 : 조영균, 이정훈
- C.G 제작지원 : 김상호, 고경미, 김태호
- C.G 특수촬영 : 함주영
- 붐오퍼레이터 : 채인영
- 폴리아티스트 : 김학준
- 폴리에디터 : 황진수
- 사운드디자인 : 이승철, 이성진, 박준오, ADR 레코딩
- 에디팅 : 김영록, 오리지널 스코어작
- 편곡 : 조성우, 김대홍
- 뮤직에디터 : 김준석, 박기헌
- 선곡 : 김양희, 이무영
- 지휘 : 김상헌
- 악보 : 정재은, 오케스트라 편성
- 제작진행 : 송선영
- 음악녹음 : 박권일 (서울 스튜디오)
- 현상 : 세방현상소
- 텔레시네 : 무비라인
- 색보정 : 신충섭
- 메이킹 : 임현옥, 이성민
- 마케팅 : 어지연, 구정림, 정미
- 예고편 : 김상태
- 포스터 : 염승호
- 라인맨 : 박영신
- 필름 레코딩 : 서영식, 오용진
- 스턴트 : 전상진, 서인식, 이홍표
- 자전거 스턴트 : 권동경
- 촬영장비 : 정일서, 김대석
- 스테디캠 : 진석진
- 옵티칼 : 정원익, 이해상 (쿠알라), 예인
- 보조출연 : 나진수
- 운송 : 이경형
- 발전차 : 이종복, 이시형, 김종복
- 광고디자인 : 씨네라인

## 영화 뒷이야기
- 영화에서 살인범 '장성민'역을 맡은 안성기는 단 한 장면을 제외하고는 영화에서 대사가 없다. 형사들이 잠복한 것을 모르고 동거녀(최지우)의 집에 들어오면서 '뭐해? 문도 안 잠그고.'라고 말하는 것이 안성기의 유일한 대사이다.
- 폭우가 쏟아지는 탄광촌에서 벌어진 최후의 결투장면은 "매트릭스 3 레볼루션"에도 비슷하게 인용되었다. 폭우가 퍼붓는 속에서 최후의 격투를 벌이는 스미스 요원과 네오가 서로 주먹으로 동시에 얼굴을 강타하는 장면은 장성민과 우형사가 달려오면서 동시에 상대의 얼굴을 주먹으로 강타하는 장면과 매우 유사하다.
- 장동건은 이 영화를 통해 '얼굴 잘생긴 탤런트'에서 영화배우로 거듭나게 되었고, 이후 "친구", "해안선"을 통해 영화배우로 각인되었다.
- 이 영화는 신창원의 탈옥이 모티브가 되어 촬영되었다고도 한다.

## 사운드 트랙
1999년 5월에 발매한 인정사정 볼 것 없다 OST는 조성우가 만들었고, 체리필터, Bee Gees까지 참여했다.
1. Nowhere To Hide
2. Holiday - Bee Gees
3. 해뜰날 - 체리필터
4. 밤의 비행
5. '김'의 테마
6. 주연의 테마
7. Morning of 'Em
8. 달빛 전투
9. 추적(해뜰날)... '우'의 테마 - 체리필터
10. 이발소 살인
11. 김형사의 변 (놀이터에서)
12. 주연을 위한 아리아
13. 최후의 결투 (Holiday)
14. '김'의 테마 (Guitar Solo Version)
15. 클럽 바스키아